# 溝江長逸
溝江長逸（みぞえ ながやす，？—1574年（天正2年））戰國時代武將。朝倉氏、織田氏家臣。大炊助。越前溝江城城主。

## 生平
溝江長逸乃是越前國朝倉家的家臣，父親是溝江景逸。在永祿10年（1567年）朝倉氏派駐在加賀國的家臣堀江景忠串通加賀一向一揆反叛，溝江景逸、長逸父子曾一同出兵參加鎮壓。在永祿11年（1568年）時，足利義昭投奔越前依附朝倉家，溝江長逸在迎接義昭的宴會上，位列末席。
元龜元年（1570年）4月，織田信長發兵進攻越前國，在攻陷手筒山城後，朝倉義景為防備織田軍的後續進攻，溝江長逸率700人在溝江城（又稱金津城）防備。（金崎之戰）
天正元年（1573年）時，朝倉義景遭織田信長擊敗後，織田軍攻入越前，主君義景在賢松寺被朝倉景鏡逼迫自盡（一乘谷城之戰），朝倉氏滅亡後，溝江長逸便投降織田家，並在當年11月上洛參見織田信長，加封了原本屬於朝倉景行的領地。
天正二年（1574年）時，越前一向一揆爆發。加賀一向一揆的僧官杉浦玄任跟下間賴照在2月19日率領河北一揆包圍溝江長逸的溝江城，一向一揆方的北島次郎左衛門從搦手攻入，接連破壞二重塀，但在溝江城兵隨即用鐵炮反攻，射殺2.3百名一揆眾，但溝江城最後仍是被杉浦玄任攻陷，溝江長逸殺死城中女眷後，與父親景逸、胞弟妙隆寺弁榮等30多人一同切腹自盡。